# Зеелісберг
Зеелісберг (нім. Seelisberg) — громада  в Швейцарії в кантоні Урі.

## Географія
Громада розташована на відстані близько 90 км на схід від Берна, 12 км на північ від Альтдорфа.
Зеелісберг має площу 13,3 км², з яких на 4,7% дозволяється будівництво (житлове та будівництво доріг), 32,7% використовуються в сільськогосподарських цілях, 51,5% зайнято лісами, 11,1% не є продуктивними (річки, льодовики або гори).

## Демографія
2019 року в громаді мешкало 678 осіб (+2,4% порівняно з 2010 роком), іноземців було 15,9%. Густота населення становила 51 осіб/км².
За віковим діапазоном населення розподілялося таким чином: 15,2% — особи молодші 20 років, 57,5% — особи у віці 20—64 років, 27,3% — особи у віці 65 років та старші. Було 301 помешкань (у середньому 2,1 особи в помешканні).
Із загальної кількості 262 працюючих 65 було зайнятих в первинному секторі, 48 — в обробній промисловості, 149 — в галузі послуг.